# Aeromicrobium camelliae
Aeromicrobium camelliae (лат.) — вид неподвижных грамположительных хемоорганотрофных аэробных бактерий из семейства Nocardioidaceae порядка актиномицетов. Типовой штамм YS17T (=CGMCC 1.12942T=JCM 30952T)был выделен из созревшего образца чая пуэр, полученного от производителя из провинции Юньнань, Китай. Достигают в длину 0,9—1,6 мкм и 0,3—0,5 мкм в ширину. Являются оскидазоположительными и каталазоположительными бактериями. Колонии становятся выпуклыми, округлыми, гладкими, цельными и жёлто-пигментированными, диаметром около 1 мм, после культивирования на триптиказном соевом агаре при 30 °С в течение 48 часов. Рост происходит между 15 и 50 °C (наиболее оптимально — 30—37 °C) и при водородном показателе, соответствующем 5,5—10,5 (наиболее оптимально — 6—9,5°C), при концентрации хлорида натрия в диапазоне от 0 до 11 % на единицу объёма.
Видовой эпитет образован от названия рода Камелия (Camellia), одним из видов которого является чай.